# Ходжкинсон, Аманда
Аманда Ходжкинсон (англ. Amanda Hodgkinson; род. 25 октября 1964 года , Сомерсет, Англия) — современная английская писательница, романист. 

Дебютный роман Аманды Ходжкинсон «22 Britannia Road» (2011) стал международным бестселлером и завоевал многочисленные литературные награды, среди которых: Waterstones 11 Best Debut Novels 2011, The Silver Feather и The Italian Cariparma Award 2012 .

## Биография
Аманда Ходжкинсон родилась 25 октября 1964 года  в графстве Сомерсет и выросла в небольшой деревушке недалеко от устья реки Блэкуотер в Эссексе. Воспоминания о детстве Ходкинсон связывает с «галечными пляжами и морским побережьем, серо-зеленым вереском, солеными болотами, возней в лодках, компаниями шумных детей, играющих целыми днями на берегу моря, и непрерывными криками чаек» .
Позднее, Аманда Ходжкинсон переехала в Саффолк и поступила в магистратуру Университета Восточной Англии, чтобы изучать литературное творчество. После получения степени магистра искусств Аманда вместе с семьей приняли решение переехать на юго-запад Франции и затем в течение нескольких лет изучали французский язык и адаптировались к жизни в новой стране .
Дебютный роман Аманды Ходжкинсон, «22 Britannia Road» (2011) стал международным бестселлером. В феврале 2014 года был выпущен роман «Spilt Milk», а в июле того же года — рассказ «Tin Town» в составе сборника «Grand Central: Original Stories of Postwar Love and Reunion».
В настоящее время писательница проживает на Юго-Западе Франции с семьей и работает над своим третьим романом .

## Личная жизнь
Аманда Ходжкинсон замужем, имеет двоих детей  .

## Творчество
Несмотря на то, что Аманда Ходжкинсон начала заниматься литературным творчеством совсем недавно, её произведения получили положительные критические оценки. По версии журнала The Independent, «Аманда Ходжкинсон быстро становится прекрасным художественным летописцем женских судеб» .
После публикации первого романа «22 Britannia Road» издательством Penguin, одна из самых известных мировых газет The Times охарактеризовала произведение как «впечатляющая история, прекрасно изложенная» .

### «22 Britannia Road»
Свой дебютный роман «22 Britannia Road» Аманда Ходкинсон опубликовала в 2011 году, после чего он стал бестселлером в Голландии,  бестселлером по версии журнала The New York Times в США, а затем необычайно популярным и в других странах мира.
В 2011 году роман был выбран финалистом в литературной номинации «The East Anglian Book Awards»  и завоевал многочисленные литературные награды, среди которых числятся Waterstones 11 Best Debut Novels 2011, The Silver Feather, The Italian Cariparma Award 2012 и The Prix Agora de St Foy 2013 во Франции . На сегодняшний день роман переведен на 15 языков .
«22 Britannia Road» — это роман о судьбе одной польской семьи, члены которой пытаются вернуться к прежней жизни после окончания Второй мировой войны. Сильвана и Януш прожили вместе меньше года, когда началась Вторая мировая война и Януша забрали на фронт. Сильвана осталась в оккупированной Польше с младенцем Ореком на руках. Спасаясь от немецких солдат, молодая женщина берет Орека и бежит в лес, где, питаясь ягодами и корой деревьев, проводит последующие 5 лет. Будучи в бегах, Сильвана встречает таких же беженцев, как она, и пытается скрыться от вездесущих военных. Мальчик растет в изоляции с мыслью о том, что деревья — его лучшие друзья, а все люди, кроме матери — враги.
Тем временем Януш, будучи во Франции, встречает прекрасную Хелен и влюбляется в неё. Тем не менее, он с нетерпением ждет окончания войны, чтобы найти жену и сына.
Через 5 лет Януш, обосновавшись в небольшом городке Ипсвич в доме под номером 22 на Британской дороге, получает письмо о том, что Сильвана и Орек находятся в лагере беженцев. Долго не думая, он решает вернуть свою семью.
Сильвана и Орек приезжают в Ипсвич. Вместе с Янушем они пытаются начать жизнь с нуля. Орек идет в школу, Сильвана занимается хозяйством, а Януш получает повышение на работе. Кажется, что жизнь идет своим чередом, но тяжелые тайны прошлого не могут отпустить членов семьи Новак, ведь каждый из них хранит в своей душе то, что невозможно забыть.
«22 Britannia Road» — это роман о выживании, история о том, как сильно война может главные ценности жизни — мир и семью, которые потом так сложно обрести.
The Washington Independent Review of Books сравнивает историю Сильваны с тем, что пришлось пережить героине романа Уильяма Стайрона «Выбор Софи». Однако, как отмечает автор статьи, «в то время как никто с какой бы то ни было человечностью не может обвинить Софи в совершении самоубийства, терпимость и стойкость Сильваны в отношении подобной непреодолимой случайности доблестна и возвышенна» .

### «Spilt Milk»
В 2014 году издательство Penguin Books публикует второй роман писательницы, «Spilt Milk», который общественность встречает отзывами: «прекрасная манера письма, почти кинематографические описания, изысканный стиль — просто чудесная книга» , «изображение сельской жизни настолько лирично, что пробуждает в памяти Эдварда Томаса» .
На своем портале Аманда Ходжкинсон говорит о том, что прототипом сельской природы, запечатленной в романе, стал небольшой английский уголок, где однажды писательница гуляла с друзьями. Река, окруженная ивами, навеяла автора на мысли о том, какие люди могли жить когда-то в этих местах, и представление об одиноких сестрах Марш возникло в её сознании.
Роман повествует о жизни двух сестер Марш с начала Первой мировой войны по 1960-е года .
1913 год. Нелли, Вивиан и Роуз Марш живут "на краю мира"  в небольшом коттедже на берегу реки Литл в Саффолке. Роуз является старшей среди трех, и она беспокоится о судьбах Нелли и Вивиан и считает, что самым безопасным путём будет жить в уединении, вдали от всех поселений. Но однажды потоп приносит необычную рыбу, и таинственный незнакомец появляется на их пути.
1939 год. Нелли и Вивиан — взрослые женщины. Дочь Нелли, Берди Фарр, внезапно понимает, что ждет ребенка. Нелли обращается к сестре Вивиан с просьбой помочь в поиске приемных родителей для дочери Берди.
Годы проходят, и Берди пытается найти свою дочь, понимая, что темное прошлое сестер Марш неотступно следует за ней.

### «Tin Town»
В июле 2014 года в свет выходит сборник рассказов «Grand Central: Original Stories of Postwar Love and Reunion», в котором особое место занимает рассказ Аманды Ходжкинсон «Tin Town» .
«Tin Town» — это рассказ, посвященный британским женщинам, которые в 1940-х годах эмигрировали в Соединенные Штаты Америки в поисках счастья и любви. Эти женщины, которых в народе называют GI brides, оставили дома и семьи на пути к новой и светлой жизни.
В «Tin Town» главная героиня, девочка Молли, не понимает, зачем ей нужно переезжать в Америку вместе с мамой. Она хочет домой к сестре Сьюзан, её мужу Кларки и бабушке и вспоминает о том, какими были последние годы в домике и на ферме в их небольшой английской деревне.